# Norsk Tipping
Norsk Tipping AS er en norsk statsejet virksomhed, der har monopol på driften af hasardspil i Norge, dvs. lotto, tips, odds og spillemaskiner. Omsætningen satte rekord i 2006, hvor den nåede 9,818 mia. NOK.
Virksomheden blev grundlagt i 1948 og har siden begyndelsen i lighed med Danske Spil uddelt overskuddet fra virksomhedens drift til forskellige velgørende formål. Oprindeligt var virksomheden ejet af Norges Idrettsforbund (40%), Norges Fotballforbund (20%) og staten (40%), men i 1993 overtog staten hele ejerskabet, og Norsk Tipping hører i dag under Kultur- og kirkedepartementet. Siden 2001 har Norsk Tipping tilbudt spil via sin hjemmeside.